# Континентальные кельтские языки
Континентальные кельтские языки — современное наименование подгруппы в составе кельтских языков, ныне полностью вымерших, распространённых ранее в континентальной Европе. Континентальные кельтские языки противопоставляются островным кельтским, распространённым на Британских островах (ныне Великобритания и Ирландия), а также во французском регионе Бретань. Область распространения континентальных кельтских языков включала Галлию, Бельгию, Пиренейский полуостров, альпийскую зону (ныне Австрия, Швейцария), север Италии, территорию современной Западной и Южной Германии, Чехии, Словакии, Венгрии, Румынии, Сербии, побережье Адриатического моря, север Греции и даже часть Малой Азии (Галатия). Носители языков были ассимилированы в первые века н. э., в основном, носителями поздней латыни (легшей в основу романских языков), а также германских и славянских языков.
Ряд кельтологов считает деление кельтских языков на континентальные и островные не генетическим, а союзным, и предлагает, вместо этого, деление кельтских языков на «Q-кельтские» и «P-кельтские» (по эволюции пракельтского звука kw в начальном положении в слове).

## Языки, засвидетельствованные памятниками
Из десятков кельтских языков и диалектов, предположительно существовавших в античном мире, памятниками и глоссами засвидетельствованы только четыре:
- лепонтийский язык (VII—III вв. до н. э.) существовал на южной оконечности Альп. Нередко, наряду с галатским языком, рассматривается как ранний диалект галльского языка. Представлен рядом надписей и топонимов.
- галльский язык (III в. до н. э. — около VII в.н. э.) был распространён на территории Галлии. Отмечено два диалекта: цизальпинский (со стороны Италии) и трансальпинский (со стороны Франции). Представлен рядом надписей, а также сохранившимися у классических авторов топонимами и наименованиями племён. Возможно, является субстратом для бретонского языка.
- галатский язык (III в. до н. э. — IV в. н. э.) был распространён в Галатии — исторической области Малой Азии близ нынешнего города Анкара. Классические авторы отмечали близость данного языка к галльскому.
- испано-кельтские языки:
  - кельтиберский язык (исчез до I в. до н. э.) — существовал на северо-востоке древней Иберии, между реками Дуэро, Тахо, Хукар, Турия и Эбро. Засвидетельствован примерно 200 надписей иберским письмом и топонимами.
  - галлекский язык засвидетельствован лишь фрагментарными глоссами (топонимами, именами собственными и др.).

С гораздо меньшей степенью уверенности к континентальным кельтским различные авторы относят ещё два языка:
- норикский язык (IV в. до н. э. — I или II в. н. э.), представленный двумя крайне краткими надписями из Австрии и Словении, а также, возможно, топонимами. Название иногда используется как обобщающее для кельтских диалектов, существовавших в центральной и восточной Европе.
- лузитанский язык (исчез до II в. н. э.), индоевропейский, но, возможно, не кельтский, хотя и сходный с ними. Ряд исследователей относят лузитанский язык к италийским. Этот язык был распространён на территории между реками Доуро и Тагус, ныне Португалия и часть Испании. Представлен немногочисленными надписями и топонимами.

## Использование термина
Термин «континентальные кельтские языки» был введён для противопоставления островным кельтским языкам. При этом, хотя большинство исследователей отмечают общность островных языков (Cowgill 1975; McCone 1991, 1992; Schrijver 1995), имеющих общие лингвистические черты, говорящие об их несомненном родстве, по поводу родства континентальных кельтских языков такой же уверенности нет — скорее, эта группа является полифилетической, образованной на основе невключения я в состав островных языков. Ввиду малочисленности сохранившихся лингвистических сведений по всем континентальным кельтским языкам проведение историко-лингвистического анализа, основанного на сравнительном методе, оказывается затруднительным. Некоторые исследователи объединяют галльский язык с бриттской подгруппой в составе кельтских языков.
Большинство континентальных кельтских языков относятся к P-кельтским языкам, за исключением кельтиберского, входящего в состав Q-кельтских языков.

## Бретонский язык: исключение из правила
Хотя бретонский язык в течение более чем тысячелетия существует в континентальной Европе, его не относят к континентальным кельтским языкам. По своим чертам он входит в состав бриттской ветви кельтских языков, включающей также валлийский, корнский и ряд других языков, хотя в ваннских диалектах иногда предполагается наличие галльского субстрата. Франсуа Фальхюн рассматривал бретонский язык как потомок галльского, однако его точка зрения отвергается большинством лингвистов.